# Transatlantic Pictures
Transatlantic Pictures war eine britisch-amerikanische Filmproduktionsgesellschaft. Sie wurde 1948 von Alfred Hitchcock und Sidney Bernstein gegründet.
Vorgesehen war, Filme abwechselnd in London und Hollywood zu produzieren. Es kam jedoch nur zu zwei Transatlantic-Produktionen, den beiden von Alfred Hitchcock inszenierten Spielfilmen Cocktail für eine Leiche (1948) und Sklavin des Herzens (1949). Aufgrund des nur mäßigen Erfolgs dieser beiden Filme, Cocktail für eine Leiche spielte nur etwas mehr als die Produktionskosten wieder ein, Sklavin des Herzens sogar nur die Hälfte des Produktionsbudgets, musste Transatlantic Pictures Konkurs anmelden.